# Archaeo-Pfad Dresden
Der Archaeo-Pfad Dresden im Dresdner Süden ist ein 2020 eingerichteter und am 16. Mai 2020 eingeweihter rund elf km langer kulturhistorischer Rundwanderweg am Geberbach. Elf Stationen mit über zwei Meter hohen Infotafeln entlang des Geberbaches zeigen archäologische, historische und naturkundliche Zeugnisse von der Jungsteinzeit bis in die ersten Jahre der Industrialisierung.

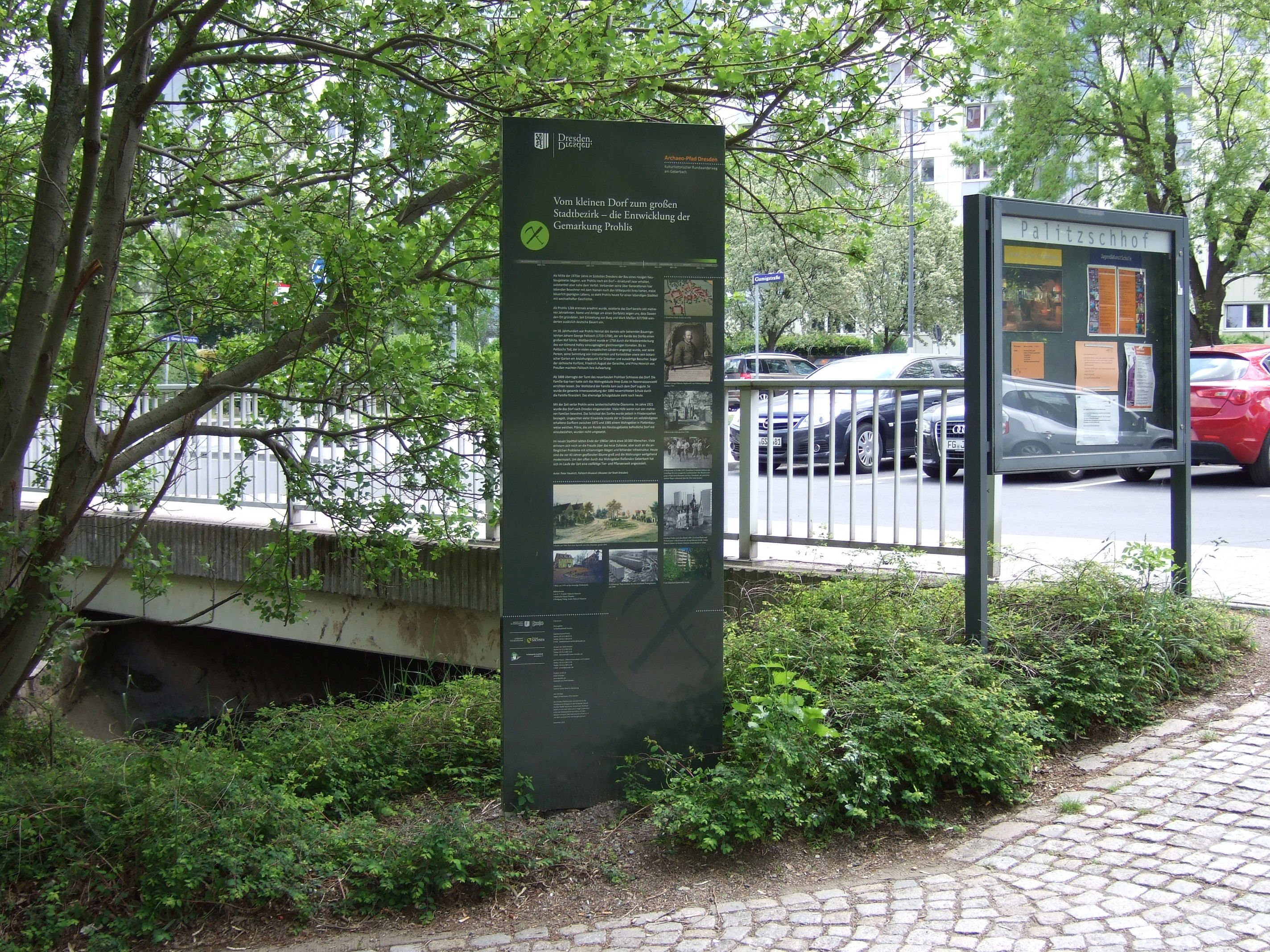
Info-Stele des Archaeo-Pfad Dresden am Palitzsch-Museum

Die vollständige Bezeichnung dieses Lehrpfades ist Archaeo-Pfad Dresden – Kulturhistorischer Rundwanderweg am Geberbach. Er führt durch die Stadtteile Prohlis, Nickern und Kauscha. Zu seinen Höhepunkten gehören die vier Kreisgrabenanlagen von Nickern, zwei mutmaßlich den Langobarden zugewiesene Gräber der Völkerwanderungszeit und der Trutzsch. Ausgangspunkt des Rundwanderweges ist der Palitzschhof in Prohlis mit seinem Palitzsch-Museum. Die elf Stationen werden durch Info-Stelen des Landesamtes für Archäologie Sachsen markiert und erläutert. Außerdem gibt es im Bereich des Weges mehrere Geocaching-Punkte.

## Entstehung
Der Lehrpfad durch diesen abwechslungsreichen urbanen Raum basiert auf einer Idee des Nickerner Heimatforschers Steffen Bösnecker, welche er mittels der archäologischen Grabungsberichte der Jahre 1994 und 2004 entwickelte. Ausgelöst durch die Initiative einer Gruppe um Bösnecker und der Fraktion Bündnis Freie Bürger sowie dem folgenden, einstimmigen Stadtratsbeschluss vom 15. Mai 2014 entstand aus einer Amateur-Skizze mit dem Arbeitstitel „Via Neolithica Dresdensis“ der wissenschaftlich fundierte „Archaeo-Pfad Dresden“. Für die Umsetzung der Idee einschließlich der Gestaltung der Info-Stelen hat die Projektförderung des Stadtbezirksbeirates Prohlis 30.000 Euro an Fördermitteln bereitgestellt.
Federführend wurde innerhalb der Stadt das Stadtbezirksamt Prohlis. An der Umsetzung des Projektes „Archaeo-Pfad Dresden“ arbeiteten seit Ende 2019 das Landesamt für Archäologie Sachsen, das Palitzsch-Museum, das Amt für Kultur und Denkmalschutz der Stadt Dresden, die Archäologische Gesellschaft in Sachsen e. V. und der Heimatverein Prohlis e. V. mit.

## Inhalt
Die Ortslagen von Nickern und Prohlis gehören zu den wichtigsten archäologischen Fundlandschaften im heutigen Dresden. Hier existieren vor- und frühgeschichtliche Fundstellen aus fast allen Epochen. Herausragend und damit anlaßgebend sind gleich mehrere jungsteinzeitliche Kreisgrabenanlagen.
Der Lehrpfad dokumentiert mit Texten und Bildern über die heimat-, natur- und kulturhistorischen Funde sowie über die Zeugnisse der Industriegeschichte die kulturhistorische Entwicklung des Gebietes zwischen Prohlis und Nickern. Die Stelen informieren über die an diesen Orten in Prohlis, Kauscha und Nickern ausgegrabenen archäologischen Objekte bzw. dortigen Geschehnisse und über die noch vorhandenen Zeugnisse der Industriegeschichte, so zum Dorf Prohlis, zu den Langobarden, zur Ziegelindustrie, über die vier Kreisgrabenanlagen, die Frühbronzezeit oder über den Trutzsch. Jede Stele steht topographisch als auch inhaltlich für sich. Ein Zeitstrahl unter der Überschrift jeder Stele bietet eine schnelle chronologische Orientierung.
Vertiefende Einblicke in die Archäologie und Geschichte dieser Region bietet die begleitende Publikation zum Kulturraum Dresdner Süden vom Landesamt für Archäologie Sachsen (LfA), Nickern und Prohlis – Archäologie und Geschichte am Geberbach in Dresden. Diese Information ist als Heft 13 der Publikationsreihe Archaeonaut des Landesamtes erschienen.

## Stationen
Der Lehrpfad hat folgende Stationen (Auswahl):
- Palitzschhof, Gamigstraße[6] 24, Thema: Das Dorf Prohlis.
- Ende Hauboldstraße[7]/Ecke Langobardenstraße[8], Thema: Langobarden in Nickern?
- Bus-Haltestelle Altnickern, Thema: Neolithische Siedlung und Gräberfeld.
- Fritz-Meinhardt-Straße/Unterführung Tschirnhausstraße, Thema: Kreisgrabenanlagen
- Aussichtspunkt Trutzsch, Thema: Bronze- und eisenzeitliche Fundstellen um den Trutzsch.